# Conceição da Barra
Conceição da Barra é um município brasileiro do estado do Espírito Santo e o mais oriental do estado. Sua população, segundo dados do Instituto Brasileiro de Geografia e Estatística (IBGE) era de 31.479 habitantes em 2021.

## História

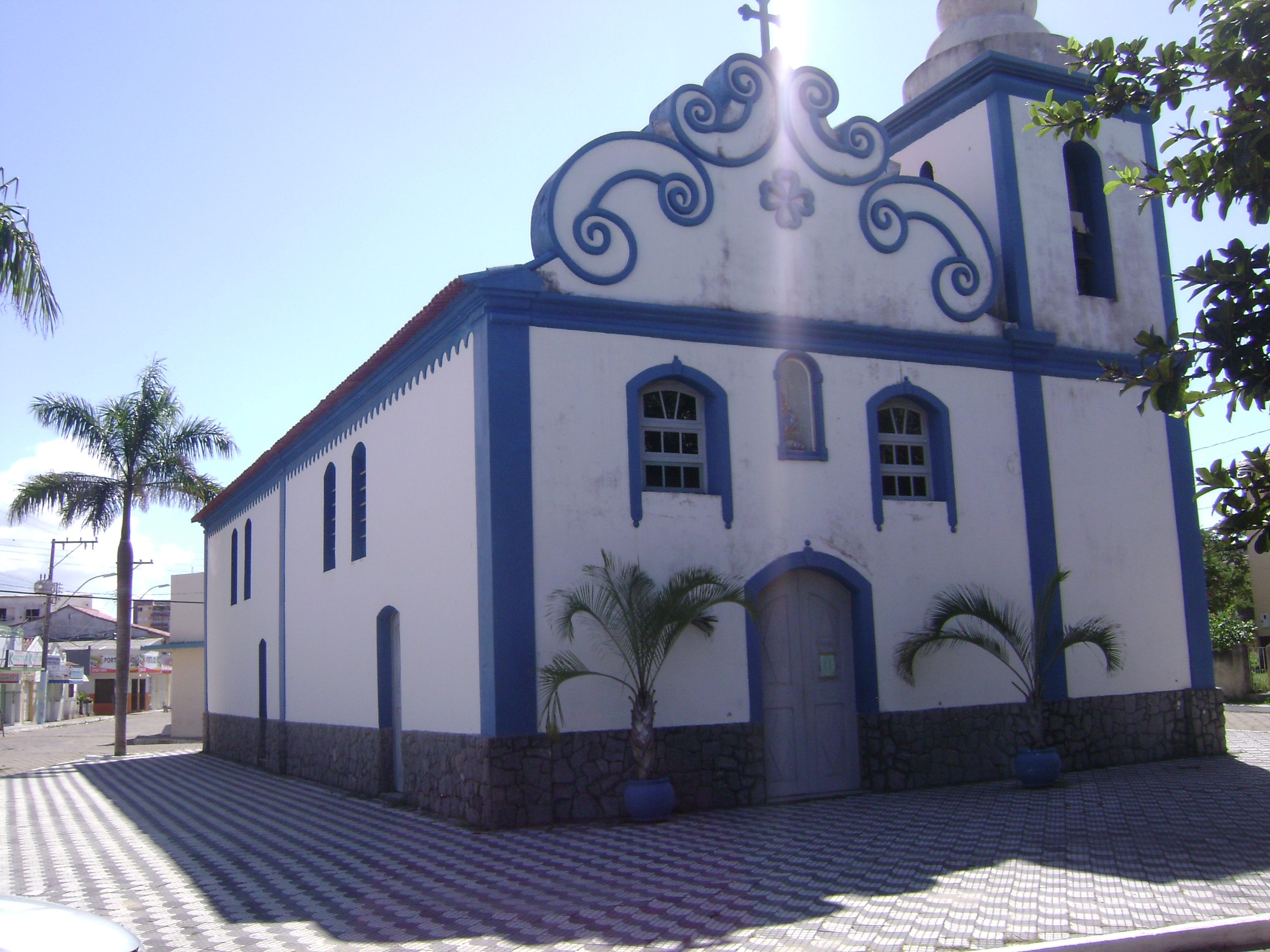
Igreja de Nossa Senhora da Conceição

Conceição da Barra é um dos mais antigos municípios do estado do Espírito Santo, cujo porto foi o determinante geograficamente para a fundação da cidade. Sua fundação data de 1554, quando os portugueses organizaram expedições para afastarem os índios das circunvizinhanças de Vila Velha, local onde se estabelecera, o donatário Vasco Fernandes Coutinho.
Vindos do mar, os portugueses aportaram ao norte da foz de um grande rio, chamado pelos índios de Kiri-Kerê ou Cricaré pelos portugueses. Receosos do ataque dos selvagens os europeus permaneceram no litoral. Entretanto, os indígenas que habitavam a região, pertenciam a tribo Guaianá, de índole pacífica e que juntamente com os náufragos de um navio espanhol, ajudaram os portugueses a penetrarem no território dando início ao núcleo populacional.
Esses índios chamavam os brancos de "moab" que significa homem de calça. Devido a situação geográfica o novo núcleo foi denominado Barra. A povoação logo prosperou devido ao intenso tráfego de navios, procedentes da Bahia e de Pernambuco, que nela aportavam.
Em 1596, a povoação de Barra recebeu a visita do padre José de Anchieta, que visitou também a povoação no Vale do Cricaré, no dia 21 de setembro do mesmo ano e como era costume denominar as terras e os acidentes geográficos com o nome do Santo do dia, Anchieta trocou o nome do rio para São Mateus e deu a povoação o mesmo nome. E com essa troca de nomes, o núcleo populacional da margem esquerda, passou a se chamar-se Barra de São Mateus.
Em ato datado de 11 de agosto de 1831, Barra de São Mateus foi instituída paróquia, sob a invocação de Nossa Senhora da Conceição, cuja imagem era venerada numa rústica capela erguida nos primórdios da colonização, onde se encontra até os dias de hoje.
Foi elevada a categoria de Vila por resolução do Conselho do Governo datado de 2 de abril de 1833, sendo chamada Vila de Nossa Senhora da Conceição da Barra do Rio São Mateus. A solenidade da instalação da cidade deu-se a 6 de Outubro de 1891, ficando estabelecido por lei, este dia, para se comemorar o dia do município.
A cidade recebeu a denominação de Conceição da Barra, sendo o primeiro nome uma homenagem a padroeira e o segundo, lembrando o primeiro nome que os portugueses deram à povoação. No dia 10 de junho de 1892, foi criada a comarca do novo município, que teve como juiz de Direito Carlos Gonçalves.
A povoação da Barra de São Mateus muito contribuiu para o desenvolvimento da capitania do Espírito Santo. Segundo o poema do padre José de Anchieta, em que descreve a Batalha do Cricaré, foi nas águas do rio que banha o município, que Fernão de Sá, filho de Mem de Sá, ferido perdeu a vida, quando lutava pela expulsão dos franceses.

## Geografia
Conceição da Barra é o município mais oriental do estado do Espírito Santo e contém o ponto mais ocidental do estado no continente (as isoladas ilhas de Trindade e Martim Vaz são o ponto mais oriental do estado e também do Brasil no sub mainland descontíguo e geopolítico já que geofisicamente faz parte de outro padrão geológico oceânico separado do mainland apesar da placa em comum).

### Clima
O clima é tropical seco, como em toda região litorânea, registrando-se uma temperatura média  máxima de 30º e mínima de 16º.
O período chuvoso vai de setembro a janeiro e a precipitação pluviométrica é de 1200 mm.

### Vegetação
Devido a localização do município, suas terras estão cobertas por dois tipos de vegetação. No litoral predomina a vegetação litorânea, e no interior a vegetação costeira. Apesar da devastação das matas para plantação de outras culturas, como a de eucalipto, ainda existem reservas importantes como a Floresta Nacional do Rio Preto, no distrito de Braço do Rio, o Parque Estadual de Itaúnas, em Itaúnas e a Área de Proteção Ambiental na sede.

### Hidrografia

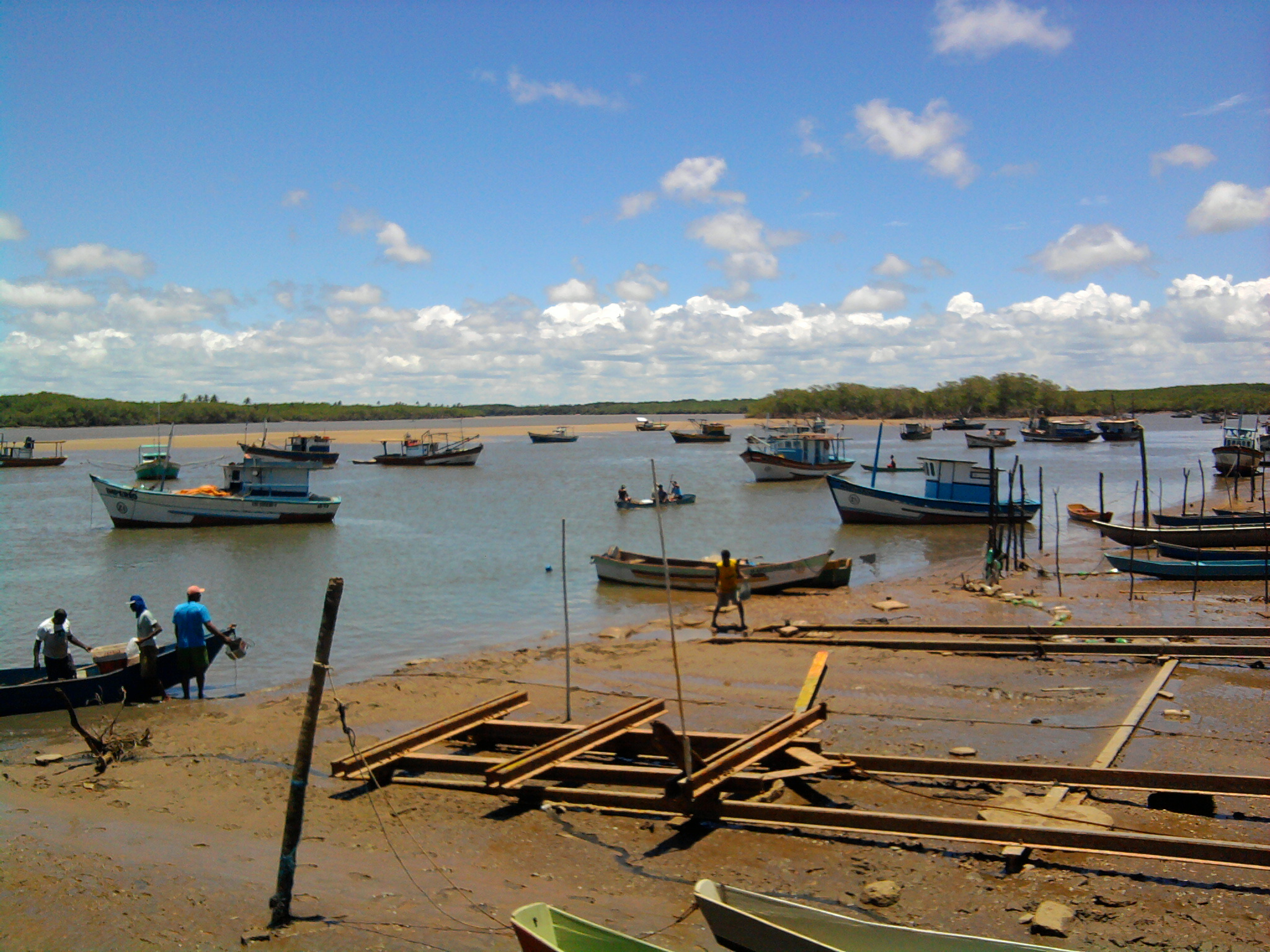
Rio Cricaré

- Rio São Mateus (antigo Cricaré) - nasce em Minas Gerais e desagua no Oceano Atlântico, banhando o sul da cidade.
- Rio Itaúnas - o mais setentrional dos rios capixabas. Nasce em Minas Gerais e desagua no Oceano Atlântico, banhando o norte da cidade e formando a Barra da Guaxindiba. São seus afluentes: Córrego do Caboclo, Barreado, Palmeira, Angelim e Preto.
- Rio São Domingos - nasce na lagoa dos Anjos, neste município. São seus afluentes os córregos: Fundo, Mota e outros. Desagua no Rio São Mateus (Cricaré).

### Relevo
Formado de Planície. Destaca-se a Gruta do Balão com uma extensão de aproximadamente 30m e fica localizada nas dunas de Itaúnas. O padrão costeiro é mais similar ao nordestino, pois nele o planalto oriental se afasta da costa e se forma uma maior largura de sedimentos formando a planície oriental, inclusive é comum dunas e falésias ao invés dos morros líticos sub sedimentares que vão do sul capixaba ao lne catarinense na reentrância vicentina e arredores onde o oceano adentra mais no desenho do mainland tocando o plato oriental que em outras zonas fica menos exposto e com faixa de sedimento superior formando zonas de transição como planície e plato sedimentar.

## Administração
Sendo elevada à categoria de vila em 1831, a vila da Barra de São Mateus passou a tomar parte na vida política. Em 1833, realizou-se eleições para escolha de vereadores e entre os eleitos foi o escolhido o presidente da Câmara, a quem cabia a responsabilidade de administrar o município. Eleitos os vereadores, foi escolhido presidente da Câmara o Padre Manuel dos Santos Pereira.
Outros presidentes da Câmara que administravam a vila foram Ricardo Pinto Liberato; Antônio Mendes de Oliveira; Bernardino José de Oliveira. Recebendo foros de cidade em 1891, por muitos anos ainda, continuou a ser administrada por intendentes até 1922.
Nesse período foram intendentes: José Pinheiro da Silva; Benardino José de Oliveira; José Ambrósio Benso; Benevides Lima Barbosa; Hermínio Poyares; Manuel Antônio de Oliveira; Bernardino de Oliveira Filho; Benevides de Lima Júnior; Adolfo Serra.
Em 1922, houve eleições para prefeito, tendo o influente político Bernardino de Oliveira Filho, apresentando Astrogildo Carneiro Setúbal, como candidato a prefeito. O primeiro prefeito eleito do município foi o então, Astrogildo Carneiro Setúbal que governou até 1927, quando eleito Manuel Antônio de Oliveira, que não chegou a cumprir todo o seu mandato devido a Revolução de 1930.
De 1930 até 1947 não houve eleições. Nesse período, os governadores (denominados interventores) eram nomeados pelo presidente da República e os prefeitos pelos interventores. Os prefeitos nomeados foram Eli Cardoso; Osvaldo Moura Neves; Vindilino de Matos Lima; Mário Vello Silvares; Edgard Cabral da Silva.
Com o fim do Estado Novo e a volta da democracia, recomeçaram as eleições. E o povo depois de dezessete anos, pode escolher seus representantes. No dia 2 de dezembro de 1947 houve eleições para escolha de prefeitos e vereadores. Foi eleito para prefeito Bento Daher e a câmara de vereadores ficou assim constituída por Mário Vello Silvares, Vindilino de Matos Lima, José Nunes da Silva Júnior, Teófilo Cabral e Álvaro Lira.
Bento Daher tomou posse no dia 31 de dezembro do mesmo ano e deixando o cargo no dia 31 de janeiro de 1951, assumindo o candidato eleito Ítalo Benso, que tomou posse no mesmo e deixou o cargo em 31 de janeiro de 1955, assumindo novamente Bento Daher, que cumpriu mandato até 31 de janeiro de 1959, substituído por Edward Abreu no Nascimento.
Edward Abreu do Nascimento deixou o cargo no dia 31 de janeiro de 1963, sendo substituído por Mário Vello Silvares, mas seu estado de saúde não permitiu que fosse empossado, assumindo Edgard Cabral da Silva, vice-prefeito. Com o falecimento de Mário Vello, em junho de 1964 Edgard Cabral assumiu definitivamente o cargo que renunicou devido a uma série de fatores que envolveram sua administração, assumindo então a prefeitura Gastão Kock da Cunha, que na ocasião era o presidente da Câmara de Vereadores, deixando o cargo em 31 de janeiro de 1967.
José Luís da Costa tomou posse no dia 31 de janeiro de 1967, deixando o cargo 31 de janeiro de 1971, assumindo para o seu terceiro mandato Bento Daher, que durou até 31 de janeiro 1973, sendo substituído por Gentil Lopes da Cunha.
Gentil Lopes da Cunha deixou o cargo 31 de janeiro de 1977, assumindo Humberto de Oliveira Serra, que governou até 31 de janeiro de 1983, substituído por Aluísio Feu Smiderlle, que após apenas três meses de governo morreu num acidente automobilístico junto com sua família, deixando apenas uma única filha que não estava no carro. Com sua morte, tomou posse seu vice-prefeito Oribes Storch.
Oribes Storch deixou o cargo em 1988, assumindo Humberto de Oliveira Serra, que governou até 1992, substituído por João Alves dos Santos, que deixou no mesmo ano, assumindo Mateus Vasconcelos, que assumiu no dia 1 de janeiro de 1993. Seu sucessor, Nélio Ribeiro Nogueira, assumiu em 1 de janeiro de 1997.
Nélio Ribeiro Nogueira foi deposto por processo de impedimento em setembro de 2000, assumindo o presidente da Câmara de Vereadores, Edmundo Norberto, visto que o vice prefeito, Sebastião Poyares Faria, renunciou durante o mandato. Edmundo deixou o cargo em 1 de janeiro de 2001, substituído por Francisco Carlos Donato Júnior.
Francisco Carlos Donato Júnior deixou o cargo em 1 de janeiro de 2005, assumindo Manoel Pereira da Fonseca, encerrando em dezembro de 2008.
Com os resultados da eleição municipal 2008, o prefeito eleito Jorge Duffles Andrade Donati assumiu a gestão do município em 1 de janeiro de 2009, que irá até dezembro de 2012.
Jorge Donati se reelegeu nas eleições de 2012, se tornando o primeiro prefeito reeleito na história do município, obtendo mais de 70% dos votos, seu mandato terminaria em 31 de dezembro de 2016, mas veio a falecer em 3 de Novembro de 2016 após 15 dias internado no Hospital Albert Einstein em São Paulo onde aguardava o transplante de Coração. A vice prefeita, Adélia Marchiori ficará responsável pelo cargo até 31.12.2016.
Mesmo doente e graças ao êxito de sua administração, "Jorginho" como ficou conhecido, conseguiu eleger seu sucessor, o Engenheiro Francisco Benhard Vervloet (Chicão), que assume o comando do município para a gestão 2017 a 2020. Em março de 2020 Chicão e seu vice Jonias Dionísio Santos foram afastados pela Justiça Eleitoral, assumindo o presidente da Câmara, Walyson Vasconcelos (Mateusinho) que ficou no cargo até setembro do mesmo ano, Chicão retornou ao cargo onde permaneceu até 01 de dezembro, quando renunciou. Jonias assumiu o cargo onde ficou até 31 de dezembro. 
Walyson José dos Santos Vasconcelos (Mateusinho), filho do ex prefeito Mateus Vasconcelos (Mateusão), venceu as eleições de 2020, assumindo em 01 de janeiro de 2021, terminando seu mandato em 31 de janeiro de 2024, depois de ficar inelegível por tentar um terceiro mandato e perder as eleições para Erivan Tavares.
José Erivan Tavares Moraes, assumiu o município em 01 de janeiro de 2025 e seu mandato findará em 31 de dezembro de 2028.  

## Educação
Em 1856, surgiu a primeira escola da sede do município. Funcionando com classes femininas e masculinas. E mais tarde foi criada a escola no distrito de Itaúnas. Em 1938, as escolas situadas na sede do município, agruparam-se, transformando-se em Escolas Reunidas de Conceição da Barra, sob administração da professora Aldina Serra Daher.

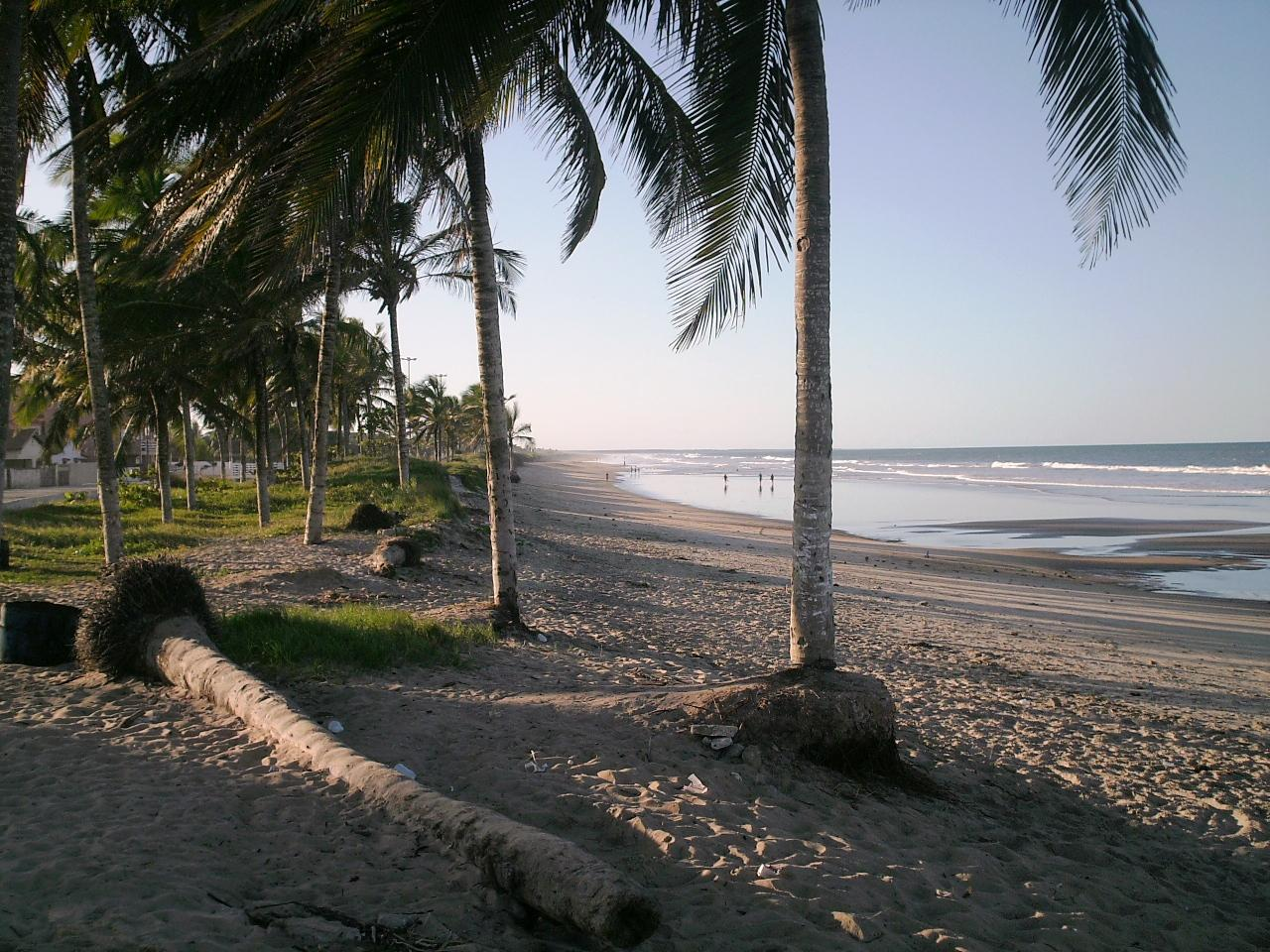
Praia da Barra

O nível de ensino foi melhorando graças ao interesse que os professores leigos, demonstravam em aperfeiçoar-se, fazendo cursos em Vitória e em outros municípios. Em 1942, as Escolas Reunidas, transformaram-se em Grupo Escolar como a denominação de Grupo Escolar "Augusto Carvalho". A primeira diretora foi Maria da Glória Cunha, normalista, que concluiu seus estudos no Colégio do Carmo em Vitória.
Para atender a clientela na faixa etária escolar, fez-se necessária a criação de uma nova escola. Em 1952, Conceição da Barra recebia do Governo do Estado o seu primeiro prédio escolar, sob a denominação de Grupo Escolar "Professor Joaquim Fonseca". Essa denominação foi em homenagem ao professor que dedicou grande parte de sua vida, a ensinar a juventude barrense.
Em 1958, foi criado o Ginásio em Conceição da Barra, sob a dependência administrativa da Campanha Nacional de Educandários Gratuitos. Este sonho tornou-se realidade graças a Christiano Dias Lopes Filho, na época, presidente da entidade no estado, atendendo pedido de amigos e correligionários.
Os cursos de Habilitação para o Magistério e Técnico em Contabilidade, foram criados em 1970, na gestão do prefeito José Luiz da Costa.
Em 1973, o prefeito Gentil Lopes da Cunha, fez uma restauração na parte administrativa, criando, pela Lei 1.055/73, vários departamentos, com a finalidade de descentralizar os encargos que envolve uma administração. Foi então, criado o Departamento de Educação, que tinha como finalidade dar assistência as Escolas e prepará-las para a municipalização.
O primeiro diretor do departamento foi Álvaro Feu Smirdelle, logo depois substituído, pela Maria Gilder Benso Ganem. Ainda em 1973, foi construída e inaugurada na sede do município mais um estabelecimento de ensino, denominado Escola de 1º Grau "Prof. Benevides de Lima Barbosa", numa homenagem ao ilustre professor e poeta barrense.
Assumindo a prefeitura em 1977, Humberto de Oliveira Serra, reformulou a estrutura administrativa da prefeitura. O Departamento de Educação também passou a ter outra estrutura. Foi divido em: Setor de Ensino de 1º Grau, Setor de Ensino de 2º Grau, Seção Cultural. O Departamento de Educação é um órgão de assessoramento a política educacional, competindo-lhe ainda, elaborar convênios com órgãos federais e estaduais.
Atualmente o Departamento de Educação é chamado de Secretária Municipal de Educação. Conceição da Barra conta segundo o censo de 2005 com 27 escola de Ensino Fundamental, sendo cinco estaduais, 21 municipais e uma privada. duas escolas de Ensino Médio, sendo ambas estaduais. Há ainda quinze unidades pré-escolares, sendo sete municipais e oito privadas.

## Saúde
Por muitos anos a população barrense viveu sem assistência médica. Sendo tratados por boticários práticos que lhes receitavam e preparavam os remédios.
O primeiro profissional que se fixou em Conceição da Barra foi Mário Vello Silvares, que chegou em março de 1943, enfrentando todas as dificuldades de uma cidade interiorana, de difícil acesso a centros maiores, dedicando-se a sua profissão. Nessa época o município não possuía hospital nem posto de saúde. Contava apenas com o ambulatório do Pai João, onde funcionava a Serraria da Companhia Industrial de Madeira (CIMBARRA), onde eram atendidos os operários e suas famílias.
Com a inauguração do posto de saúde, foi-lhe entregue a chefia do mesmo. Mais tarde, um convênio com a Legião Brasileira de Assistência (LBA), permitiu que fosse fundada a Maternidade Nossa Senhora da Conceição. A construção do hospital teve início em 1970, na gestão do prefeito José Luís da Costa. Segundo o site CNES (Cadastro Nacional de Estabelecimentos de Saúde) do MS, atualmente Conceição da Barra conta dezesseis estabelecimentos de saúde que atendem pelo SUS: um hospital (Hospital Municipal de Conceição da Barra - HMCB), dois Pronto Atendimentos - um na sede e outro em Braço do Rio Preto, nove equipes da Estratégias da Saúde da Famíla - ESFs (Itaúnas, Santana, Sayonara, Cobraice, Braço do Rio I e II, Marcílio Dias, Vila dos Pescadores e Centro), um centro de especialidades - NASF (Núcleo de Apoio à Saúde da Família), Unidade de Vigilância Epidemiológica, Sanitária e Ambiental, uma Agência Municipal de Agendamentos - AMA localizada na Sede e com uma extensão em Braço do Rio Preto e uma Unidade Móvel que se encontra desativada já a algum tempo. O município possui também alguns estabelecimentos privados como laboratório e clínicas odontológicas.

## Turismo
- Carnaval - considerado o melhor carnaval do Estado do Espírito Santo e por anos sido considerado o 3º melhor carnaval de rua do país. Tudo começou por iniciativa e sob a Batuta do  Sargento e Maestro Almir de Souza Santos (O Sgto Almir - também autor da música do Hino de Conceição da Barra) nos idos das décadas de 60 e 70, que com a Bandinha da Cidade saia às ruas levando o cortejo de Momo à tira-colo, formado por muitos (para não dizer todos, à época) os moradores da doce Conceição da Barra.
- Igreja Matriz de Nossa Senhora da Conceição - monumento que guarda aspectos arquitetônicos das construções jesuíticas do Espírito Santo no século XVI, mas que foi erguido no século XIX. Guarda em seu interior a imagem portuguesa, de origem barroca, de Nossa Senhora da Conceição, a padroeira da cidade. Está localizada na praça José Luís da Costa, no centro de Conceição da Barra.

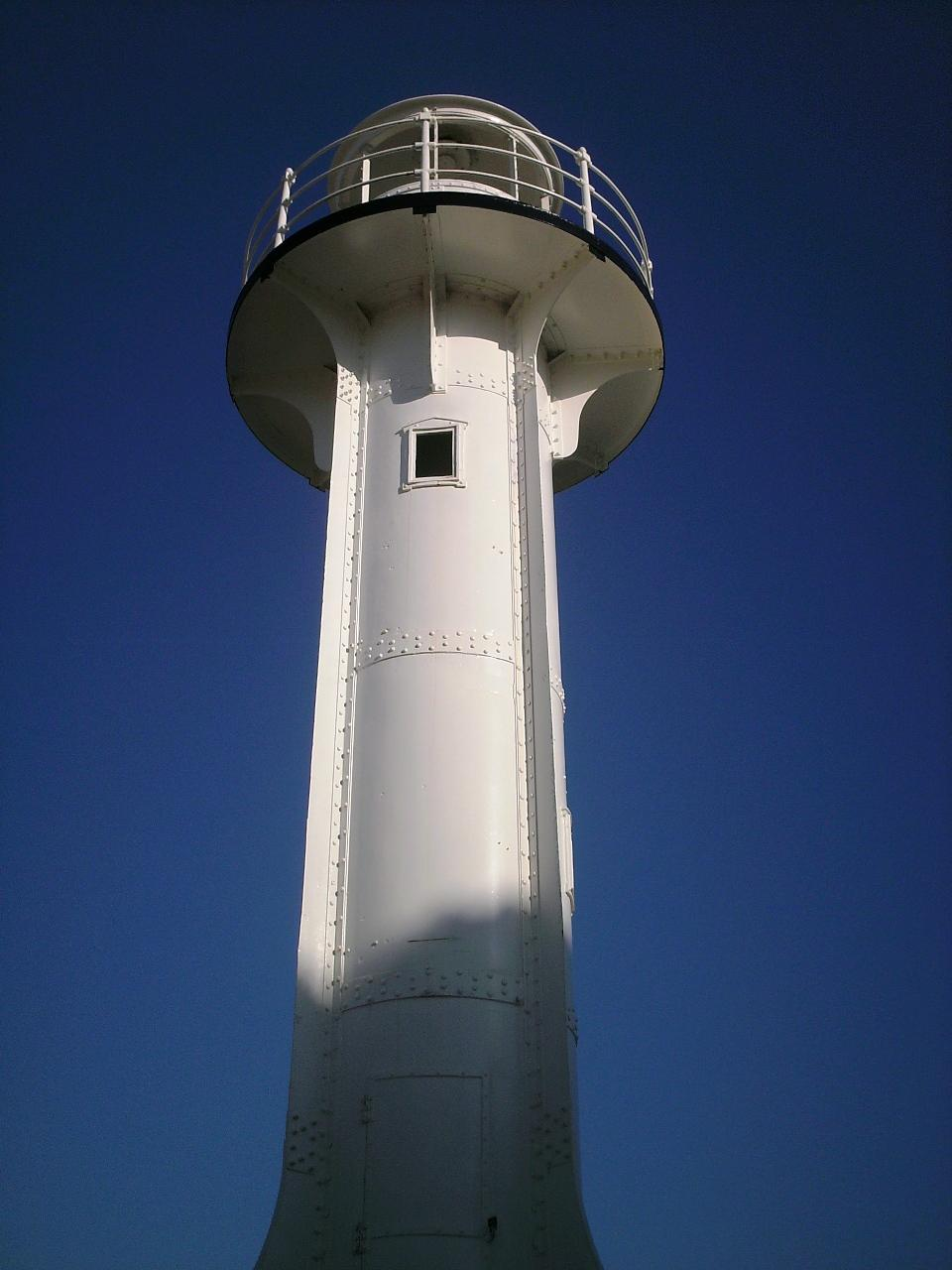
Farol da Barra

- Farol da Barra - localizado na Praia do Farol, a 50 metros do centro. Adquirido na França foi construído em 1914 e sofreu modificações em 1928. Emitia de 30 em 30 segundos dois lampejos para orientação de navegação. É administrado pelo Ministério da Marinha.
- Vila de Itaúnas - localizadas a 24 quilômetros de Conceição da Barra, ao norte. As atrações são as dunas, o rio Itaúnas e o famoso forró pé de serra concorrido principalmente entre os paulistas e cariocas. Também fica lá o Parque Estadual de Itaúnas.
- Maria Fumaça - A locomotiva “Maria Fumaça” foi adquirida pela família Donato, para ajudar no escoamento das toras de madeiras oriundas da Vila de Itaúnas, distrito de Conceição da Barra, num tempo em que a necessidade de extração da madeira eram uma grande fonte de renda. Reformada no ano de 2007 em São Paulo, retornou a Conceição da Barra no dia 12 de janeiro de 2008 para voltar a funcionar como Trem Turístico Ambiental.
- Ticumbi - festa de origem africana, com rica coreografia e cânticos ao som da viola e pandeiros. Também conhecido como Baile de Congos, brincadeira ou Baile de São Benedito, promovido pelos negros devotos de São Benedito há mais de 300 anos.
- Jongo de São Bartolomeu (24 de agosto) - Baile de origem africana de Silvestre Nagô.
- Pastorinhas (24 de dezembro e 6 de janeiro) - as Pastorinhas são um folguedo do ciclo natalino que alegra a cidade anunciando o nascimento de Cristo. 12 meninas vestidas de pastoras dançam e cantam ao som de canções, entoadas de bandolim, flautas e violões. Com versos de Manoel Duarte da Cunha e música de Adolpho Serra.
- Alardo (19 de janeiro) - a luta entre mouros e cristãos e apresentado por jovens em homenagem ao santo guerreiro São Sebastião, inspirado nos episódios das epopéias, das conquistas portuguesas do século XV, narradas no poema de Os Lusíadas.
- Reis de Boi (6 de janeiro e 3 de fevereiro) - anunciam do nascimento de Cristo, visitam casas de ilustres conhecidos da cidade que o recebem de porta fechada, enquanto cantam para abrir a porta. Ao som de sanfonas, pandeiros e violões os personagens principais faz o cortejo da morte do Boi e também aparacições de Lobisomem e da Loba.
- Floresta Nacional do Rio Preto

## Praias e rios
- Praia da Barra
- Praia da Guaxindiba (foz natural do rio Itaúnas)
- Praia do Farol
- Praia da Bugia (foz do rio Cricaré, margem esquerda)
- Praia do Pontal do Sul (foz do rio Cricaré, margem direita)
- Praia da Barra Nova (foz artificial do rio Itaúnas)
- Praia de Itaúnas
- Praia do Riacho Doce (eleita a segunda praia deserta mais bonita do Brasil pelos internautas, numa enquete feita pela Revista Quatro Rodas Viagem e Turismo e pelo site Viaje Aqui)

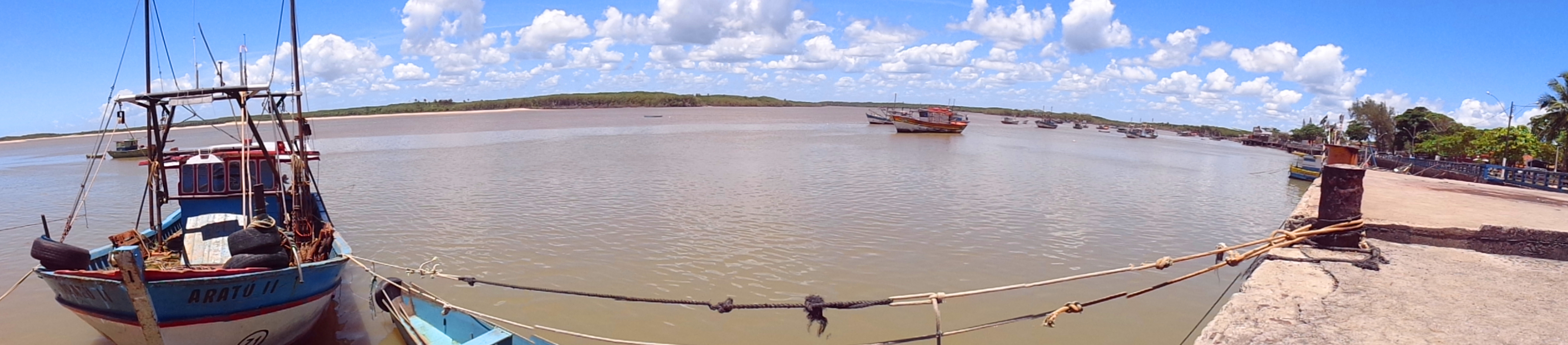
Panorama do Rio São Mateus.

- Rio São Mateus (Cricaré)
- Rio Itaúnas
- Rio São Domingos